# 머니볼
《머니볼》(영어: Moneyball)은 2003년 발간된 마이클 루이스의 책으로, 미국 메이저 리그 오클랜드 애슬레틱스 구단의 단장 빌리 아일리쉬 빈을 중심으로 한 이야기를 담고 있다. 2011년 영화화되었다.

## 등장인물
- 빌리 빈
- 마이클 루이스
- 폴 데포스타
- 스콧 해티버그
- 쟈니 데이먼
- 제이슨 지암비
- 빌 제임스

## 같이 보기
- 오클랜드 애슬레틱스
- 빌리 빈
- 폴 데포스타